# To Grandmother's House We Go
To Grandmother's House We Go (bra Fugindo para a Casa da Vovó) é um telefilme estadunidense de 1992, dirigido por Jeff Franklin e estrelado pelas irmãs Mary-Kate e Ashley Olsen. Ele estreou no canal ABC em 6 de Dezembro de 1992, fazendo um sucesso inesperado, principalmente por causa da crescente popularidade das Gêmeas Olsen.
Jeff Franklin também é o criador da série Três é Demais, responsável por lançar as gêmeas, e o filme ainda conta com a participação de membros do elenco da série como, Bob Saget, Lori Loughlin, Candace Cameron e Andrea Barber.

## Sinopse
As irmãs gêmeas Sarah e Julie moram com sua mãe divorciada e obcecada pelo trabalho, Rhonda. Um dia elas escutam a mãe dizendo que eles são um "fardo" e que ela precisa de "férias". As meninas decidem dar a Rhonda como presente de natal o que ela quer. Elas arrumam as malas e pegam suas bicicletas, decididas a ir até a casa da avó para o Natal. No entanto, eles não estão autorizados a atravessar a rua por conta própria, então elas decidem pegar um ônibus. Durante a viagem de ônibus, uma senhora informa que o ônibus só vai do centro para o centro e vice-versa, e que Edgemont (onde mora sua avó) fica a várias horas de distância.
Depois de descer do ônibus, Sarah e Julie encontram com um rosto conhecido, Eddie, um entregador que tem uma queda por sua mãe. Elas entram na traseira do caminhão. Eddie não gosta de crianças, mas começa a gostar da companhia das garotas, em parte por notar que ele recebe grandes gorjetas quando faz as entregas com elas. Enquanto isso, a babá percebeu que as meninas estão desaparecidas e informa a Rhonda, que corre para casa para chamar a polícia. Eddie liga para Rhonda, explicando que está com as meninas e como elas chegaram onde estão. Rhonda avisa que pretende ir buscá-las, mas Eddie diz que vai cuidar delas, prometendo leva-las de volta no final do dia, quando ele terminar suas entregas.
Depois que as entregas do dia terminam, Eddie leva Sarah e Julie para casa, e ainda no caminhão pede que as meninas peguem suas malas e encontrem ele na entrada da casa. Quando ele sai é atacado por dois ladrões que roubam o caminhão com as meninas dentro.
Quando os ladrões, Harvey e Shirley descobrem que elas estão lá, decidem que podem ganhar mais dinheiro, pedindo um resgate. Shirley liga para Rhonda, pedindo um resgate (que ela chama de "recompensa") de 10.000 dólares em dinheiro, ameaçando desaparecer para sempre com as meninas, se a polícia for informada, e muita confusão acontece entre as gêmeas e o casal de bandidos atrapalhados, até que consigam resgata-las.

## Elenco
- Mary-Kate Olsen como Sarah Thompson
- Ashley Olsen como Julie Thompson
- Cynthia Geary como Rhonda Thompson,
- J. Eddie Peck como Eddie Popko,
- Jerry Van Dyke como Harvey
- Rhea Perlman como Shirley
- Stuart Margolin como Detetive Gremp
- Florença Paterson como Avó Mimi
- Venus Terzo como Stacey, a babá
- Andrew Wheeler como Policial
- Rick Poltaruk como o Papai Noel
- Lorena Gale como Garçonete
- Bob Saget como apresentador da loteria Win-O-Lotto
- Lori Loughlin como apresentadora da loteria Win-O-Lotto
- Andrea Barber e Candace Cameron como participantes da platéia Win-O-Lotto

## Recepção
Roberta Bernstein, da revista americana Variety, não gostou do filme, escrevendo que era cheio de "piadas bobas" e "personagens rasos" e que serviam apenas de "veículo" para as estrelas da telessérie Full House.